# Лейкогастер
Лейкогастер (Leucogaster) — рід грибів родини Albatrellaceae. Назва вперше опублікована 1882 року.

## Поширення та середовище існування
В Україні зростає лейкогастер оголений (Leucogaster nudus).

## Практичне використання
Leucogaster rubescens - їстівний гриб.

## Гелерея

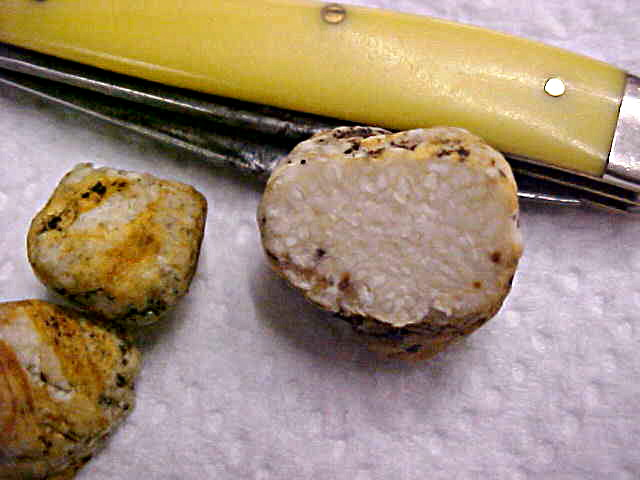
Leucogaster citrina
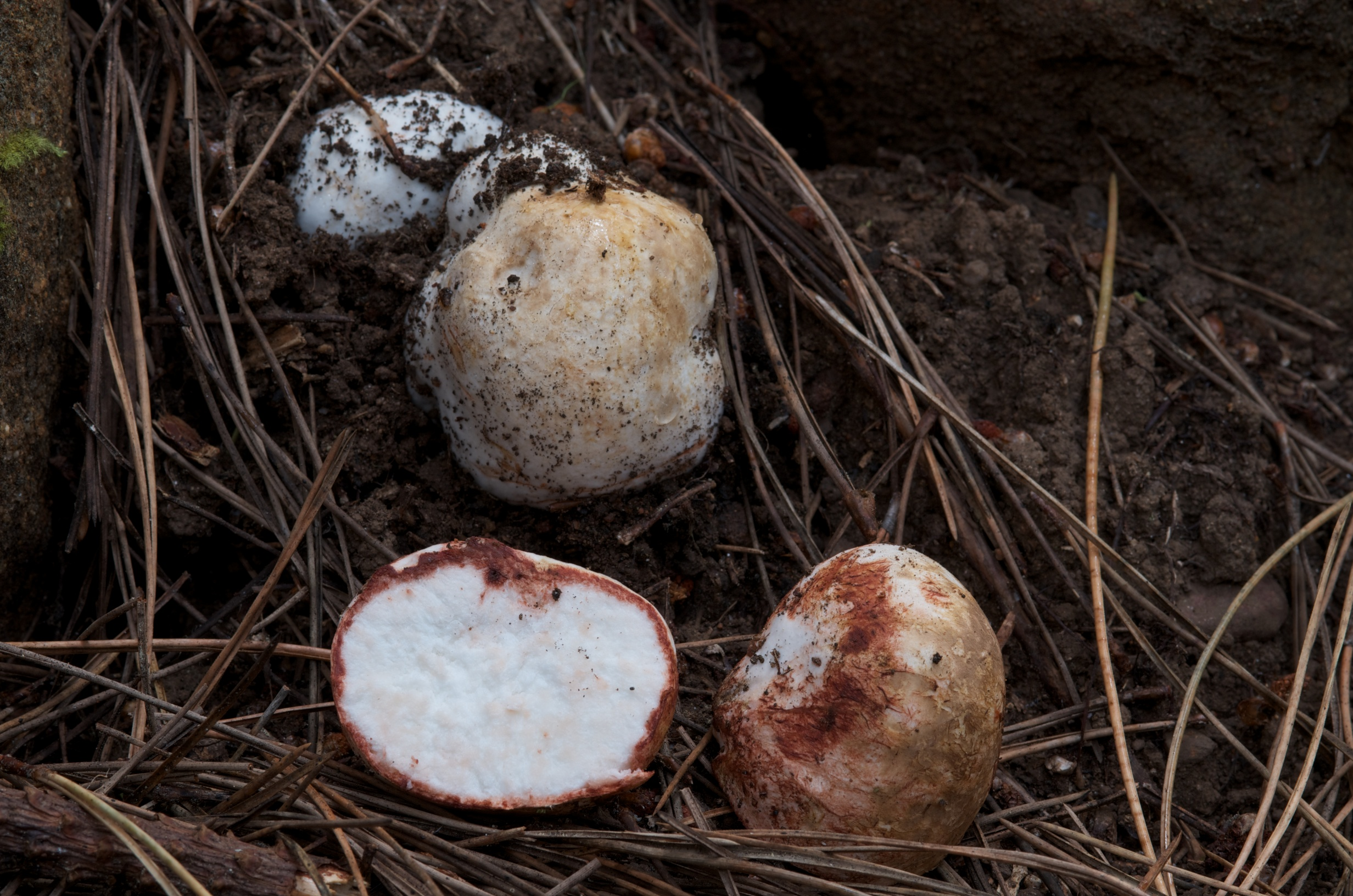
Leucogaster rubescens